# Obszar ochrony ścisłej Jezioro Budzyńskie
Obszar ochrony ścisłej Jezioro Budzyńskie – obszar ochrony ścisłej znajdujący się na terenie Wielkopolskiego Parku Narodowego, pomiędzy Osową Górą a Krosinkiem. Jego powierzchnia wynosi 21,73 ha. Akwen (rynnowe Jezioro Budzyńskie) posiada okresowy odpływ do Warty poprzez Kanał Mosiński. Jest częścią rynny górecko-budzyńskiej.

## Charakterystyka
Przedmiotem ochrony jest krajobraz polodowcowy (np. oz i rynna polodowcowa jeziora) wraz z charakterystyczną roślinnością, np. gatunkami kserotermicznymi. Samo jezioro jest najpłytszym w całym Parku Narodowym. Składa się z dwóch plos: głębszego (południowego, 2,7 m) i bardzo płytkiego (północno-zachodniego, od 0,5 do 1,4 m). 
Parametry jeziora: powierzchnia – 11 ha, objętość – 154 tys. m³, głębokość maksymalna – 2,7 m, głębokość średnia – 1,4 m, długość linii brzegowej – 2900 m, powierzchnia zlewni – 68,5 ha. Miąższość osadów dennych dochodzi do 3 m (odwierty wykazały, że w dawnej misie jeziornej ich pokłady sięgają do 11,8 m). Często wydzielają one wyraźny zapach siarkowodoru.

## Przyroda
Akwen stopniowo zarasta i coraz bardziej się wypłyca. Brzegi są porośnięte szerokim pasem szuwarów, w samym zbiorniku występuje wielkie bogactwo roślin wodnych. Część plos zamieniła się w silnie podmokłe łąki lub ols. Wkracza tu olsza czarna.
Z rzadkich roślin w rezerwacie rośnie jezierza morska, relikt sprzed dziesięciu tysięcy lat. Oprócz tego można tu spotkać takie rośliny jak: rokitnik, bażyna czarna, rdestnica pływająca, rdestnica połyskująca, rdestnica przeszyta, rdestnica kędzierzawa, wywłócznik kłosowy, wywłócznik okółkowy, rogatek sztywny, przęstka pospolita, grzybienie białe, grążel żółty, żabiściek pływający, pływacz zwyczajny, jezierza morska (rzadka w Wielkopolsce) oraz liczne ramienice.
Ptaki związane z akwenem to m.in.: trzciniak zwyczajny, krzyżówka, głowienka zwyczajna, kokoszka zwyczajna, łyska, perkoz dwuczuby, perkozek, śmieszka, rybitwa pospolita, błotniak stawowy, czapla siwa (zalatująca), bączek i derkacz. Owady reprezentuje m.in. żagnica zielona.

## Otoczenie
W pobliżu jeziora (od strony północnej) przebiega linia kolejowa nr 361, a przy południowym krańcu przechodzi droga wojewódzka nr 431.